# Споменик НОБ Лединци
Споменик у облику буктиње подигнут је у славу жртава спаљивања села од стране фашистичког окупатора, садржи и бронзане плоче са именима погинулих припадника НОП-а овог места и жртвама фашистичког терора у њему.  
Постављен је 1973. године, а рад је вајара Павла Радовановића из Новог Сада.  

## Галерија
|  | Овај чланак је део чланка о Споменицима посвећеним Народноослободилачкој борби 1941—1945. |

- Споменик Лединци
- Споменик Лединци